# Imma Pedemonte i Sarañana
Imma Pedemonte i Sarañana   (Barcelona, 5 de juliol de 1958) és una periodista esportiva catalana.
Llicenciada en Ciències de la Informació a la Universitat Autònoma de Barcelona, treballà com a redactora al diari Dicen... (1978-1983) i també va col·laborar a les revistes Todo Sport i Patín Sport. El juny de 1983 va formar part de la redacció d'esports de Catalunya Ràdio, i al novembre del mateix any, passà exclusivament al departament d'esports de TV3. Entre d'altres tasques, va cobrir els Jocs Olímpics de Seül 1988 i de Barcelona 1992, així com va retransmetre partits d'hoquei patins. També presentà i edità la secció d'esports dels Telenotícies i altres programes esportius com Gol a Gol, Tot l'esport, Gol a gol Espanyol. Durant setze anys presentà el programa de competició de ball esportiu Zona de Ball. El juliol de 2023 es jubilà professionalment.
El març de 2018 va rebre el Premi Edelmira Calvetó, impulsat pel FC Barcelona, en reconeixement del col·lectiu de dones que van ser pioneres en el periodisme esportiu.